# Пътна помощ
Пътната помощ  – Мобилна автосервизна дейност за оказване на пътна помощ на хора, попаднали в бедствия, пътно произшествие или авария по време на пътуване с автомобил или друго превозно средство
Специализираното ремонтно превозно средство (мобилна работилница) трябва да има възможност да: премести повреден автомобил чрез специално приспособление, лебедка, кран, колесен подемник (за превоз на превозно средство с повредена ходова част или липсващи колела или гуми),теглене от камион с кука на макара, доставяне на консумативи, авточасти, ремонт на ППС на място, доставка на провизии, издърпване от канавки, снежни преспи и други. Времето за отзоваване до авариралото ППС е максимум 30мин. а времето за ремонт да е максимално кратко до 20-30мин при спазване Наредба 3 за Временна организация на движението. Целта е възстановяване експлоатационната годност на автомобила който да продължи пътуването си или да се предвижи до най – близкия сервиз. Ако е невъзможно да се ремонтира автомобила се премества до най-близкия сервиз или местодомуване. Район на действие на ремонтния автомобил е до 100 км от оперативната база според Регламент 561 на (ЕО)

## Кратка история
В далечното миналото или т.нар. зора на автомобилизма, повечето шофьори са имали знания и възможност да отстраняват сами повредите си, но с напредването на технологията, автомобилите започнали да стават все по сложни и трудни, с което не всеки можел да се справя. Първите данни за стартиране на подобна услуга идват от далечната 1897 г., през която е създадена в Лондон – Великобритания първата организация с такава цел е The Royal Automobile Club в превод – Кралски автомобилен клуб.
Германците създават първия частен клуб през 1902 – Allgemeiner Deutscher Automobil-Club
През 1927 е създадена подобна организация и в Америка – American Automobile Association частна организация, която по-късно прави подразделение и в Канада – Canadian Automobile Association.
По-късно и в Европа се появяват подобни клубове, като в повечето страни не били частни, а държавни подразделения и таксата за тях не се изразява в членски внос, а била под формата на Гражданска отговорност.
Много автомобилни производители сформирали собствени клубове, за своите клиенти. Понякога услугите им били безплатни за период от време или идват в пакет с покупката на нов автомобил.
Автомобилната индустрия в САЩ се развивала с високи темпове и в градовете доста от хората вече притежавали автомобили. С времето и нуждата от подобна услуга също нараснала, като тогава правителствен отдел по Транспорта, създал специални патрули отговарящи за безопасността по магистралите и пътища от главна мрежа – Highway Assistance Patrols или още с наименование Highway Safety Patrols.
Първата българска организация с подобни и други услуги е създадена през 1957 г. на 3 юли, като тогава е била с име „Български автомобилен и туринг клуб“ (БАТК). След това е преименувана на Съюз на българските автомобилисти (СБА). По това време в тази дейност, но предимно при бедстващи от природни катаклизми, са се включвали и от Гражданска защита.
- Преместване на автомобил с колесар
- Пътна помощ с пътеки
- пътна помощ тип: падащ борд и вилица с възможност и превоз на два автомобила едновременно
- Пътна помощ с неподвижна платформа тип: пътеки заедно със статична платформа за един брой автомобил
- Преместване на автомобил с липсващи колела